# Гура Калвария
Гу̀ра Калва̀рия (на полски: Góra Kalwaria) е град в Полша, Мазовско войводство, Пясечненски окръг. Административен център е на градско-селската община Гура Калвария. Заема площ от 13,67 км2.

## География
Градът се намира в историческата област Мазовия. Разположен е близо до левия бряг на река Висла и отстои на 25 км южно от полската столица Варшава.

## Название
През вековете името на Гура Калвария е променяно неведнъж. В самото начало е наричан само Гура, а от 1670 г. е преименуван на Новият Йерусалим. От XVIII век носи настоящото си име, което означава Голгота, произлизащо от латинското Calvaria.

## История
Гура Калвария възниква като селище през XIII век под името Гура. То е изцяло разрушено по време на шведското нашествие от 1655 – 1660 г., известно като Шведския потоп. През 1666 г. землището на разрушеното село става собственост на епископа на Познан – Стефан Верзбовски, който взема решение да издигне нов град върху развалините на Гура. Неговият план е да изгради религиозен център, посветен на мъките на Иисус Христос. Познанският епископ е насърчен и от факта, че местният пейзаж наподобявал Светите земи.
От 1670 г. градът официално носи името Новият Йерусалим. Благоустройнственият план на новото градче се ръководи изцяло от средновековните карти на Йерусалим, а уличната мрежа се оформя като христовия кръст. Стефан Верзбовски успява да привлече ордените на доминиканците, францисканците и пиаристите да отседнат трайно в града, като това води до строителство на църкви, манастири и параклиси. Твърдо е решено селището да остане изключително християнско, поради което заселването на евреи не е позволено.
След смъртта на епископ Виерзбовски градът започва своя упадък. Много църкви и параклиси са съборени, а в периода 1883 – 1919 селището е лишено от права на град.
В началото на XIX век забраната евреи да живеят в града отпада и еврейската общност скоро става най-многолюдната в Гора Калвария. Градът става център на хасидизма – религиозно течение на юдаизма. По времето на Холокоста еврейското население в града е концентрирано в малко гето, а в 1942 г. е преместено във Варшавското гето откъдето по-късно е прехвърлено за унищожение в концентрационния лагер Треблинка.

## Население
Населението му е 11 942 души (2017 г.). Гъстотата е 558 души/км2.

## Личности, свързани с Гора Калвария
- Волф Месинг, ясновидец и хипнотизатор
- Юзеф Качински, политик и адвокат